# Philodromus emarginatus
Philodromus emarginatus es una especie de araña cangrejo del género Philodromus, familia Philodromidae. Fue descrita científicamente por Schrank en 1803.

## Distribución
Esta especie se encuentra en Europa, Cáucaso, Rusia, Kazajistán, Irán, Asia Central, Mongolia, China, Corea y Japón.